# Восточный хуншуйхэйский чжуанский язык
Восточный хуншуйхэйский чжуанский язык — один из диалектов чжуанского языка, на котором говорят около следующих рек: юг восточной части реки Хуншуйхэ, юг Цяньцзян, включая запад Гуйпин, север Гуйган, юг Усюань, юг Синбинь, юг Синьчэн и юг Шанлинь Гуанси-Чжуанского автономного района в Китае.